# Skeet Ulrich
Skeet Ulrich, pseudonimo di Bryan Ray Trout (Lynchburg, 20 gennaio 1970), è un attore statunitense.
È noto soprattutto per i suoi ruoli nei film popolari degli anni '90, come Billy Loomis in Scream e Chris Hooker in Giovani streghe. Dal 2017 al 2021, ha interpretato di FP Jones nella serie TV, Riverdale. Tra gli altri suoi ruoli televisivi includono Paul Callan nel dramma ABC Miracles, Johnston Jacob "Jake" Green Jr. nella serie televisiva Jericho, e il detective Rex Winters, un veterano dei Marine in Law & Order: LA.

## Biografia
Bryan Ray Trout è nato il 20 gennaio 1970 a Lynchburg, in Virginia. Sua madre, Carolyn Elaine Wax, è proprietaria dell'agenzia di marketing per eventi speciali Sports Management Group e suo padre è un ristoratore morto nel 2020. Il suo primo patrigno era DK Ulrich, un pilota NASCAR e proprietario del team. La madre di Trout da allora si è risposata con Edward Lewis Wax. Tuttavia, considera ancora DK Ulrich come suo padre.
Lo zio materno di Ulrich è un pilota della NASCAR in pensione, e suo nonno materno era Alvin Ray Rudd, il presidente di Al Rudd Auto Parts. Ulrich sostiene che suo padre avesse rapito lui e suo fratello quando aveva sei anni, e trascorsero i successivi tre anni a spostarsi dalla Florida a New York e poi in Pennsylvania. Si sono riuniti con la madre nella Carolina del Nord, dove suo padre è scomparso dalla sua vita.
Il soprannome "Skeet" deriva dal soprannome "Skeeter" che gli è stato dato dal suo allenatore della Little League a causa della sua bassa statura. Insieme alla sua leggera struttura, aveva una salute precaria, compresi numerosi attacchi di polmonite; subì un intervento chirurgico a cuore aperto per riparare un ventricolo difettoso all'età di 10 anni. Ulrich si diplomò alla Northwest Cabarrus High School. Dopo essersi iscritto alla University of North Carolina a Wilmington per studiare Biologia marina, è passato alla New York University, dove è stato notato dal drammaturgo David Mamet.
Nel corso della sua carriera ha recitato in diverse pellicole, nel 1996 ottiene un ruolo nel film di Andrew Fleming, Giovani streghe, sempre nello stesso anno recita nel film Difesa ad oltranza - Last Dance di Bruce Beresford. Nel 1996 diventa uno dei protagonisti del film di Wes Craven, Scream, la prima pellicola della serie. Prenderà parte, recitando insieme a Jack Nicholson e Helen Hunt, al film di James L. Brooks, Qualcosa è cambiato, nel 1997. Recita il ruolo di co-protagonista nel 1999 nel film di Ang Lee, Cavalcando col diavolo, recitando al fianco di Tobey Maguire.
Deve la sua fama anche ai suoi ruoli televisivi, nel 2003 diventa il protagonista della serie Miracles interpretando la parte del giovane investigatore Paul Callan. Dal 2006 ha recitato nel telefilm Jericho, dove recita il ruolo di Jake Green, ricoprendolo fino al 2008. Nel 2009 prende parte al film Blindato, di Nimród Antal. Diventerà uno dei protagonisti della serie Law & Order: LA, recitando il ruolo del detective Rex Winters, la serie verrà cancellata dopo una sola stagione. A partire dal 2017, interpreta Forsythe Pendleton Jones II, il padre di Jughead Jones, in Riverdale su The CW, liberamente ispirato alla serie di fumetti di Archie. Ulrich è apparso nel film del 2017, I Am Elizabeth Smart nei panni di Brian David Mitchell, basato sul rapimento e la prigionia del 2002 di Elizabeth Smart. Ha anche recitato nei panni di Brice nel film horror Escape Room - The Game.
Nel 2022, dopo 26 anni, riprende il suo ruolo nel nuovo Scream diretto da Matt Bettinelli-Olpin e Tyler Gillett, dove viene ringiovanito digitalmente per avere lo stesso aspetto del primo film.

## Vita privata
Nel 1997 Ulrich ha sposato l'attrice inglese Georgina Cates, che conobbe ad una festa per l'Academy Award. Il matrimonio si è celebrato con una piccola cerimonia nella loro fattoria in Virginia. Hanno due gemelli: un maschio, Jakob Dylan, e una femmina, Naiia Rose, nati il 9 marzo 2001. Skeet e Georgina hanno divorziato nel 2005 a causa di differenze inconciliabili e ora condividono la custodia dei loro bambini. Nel febbraio 2013 Ulrich è stato in tribunale per un'udienza in cui è stato affermato che doveva alla sua ex moglie 284861,84 $ per mancato pagamento dell'assegno di mantenimento dei figli, accusa di cui si è dichiarato non colpevole.
Ha sposato Amelia Jackson-Gray nel 2012, e hanno divorziato nel 2015. Nel 2016 Ulrich si è fidanzato con Rose Costa, ma la coppia si è separata nel novembre 2017. Nel 2021 ha frequentato brevemente l'attrice Lucy Hale.
Ulrich ha evitato i tappeti rossi in passato perché odiava farsi fare la foto, e si sentiva ambivalente verso la fama sostenendo che «non era qualcosa a cui ero interessato, ero davvero interessato a fare cose che mi sfidavano».

## Filmografia

### Cinema
- Giovani streghe (The Craft), regia di Andrew Fleming (1996)
- Difesa ad oltranza - Last Dance (Last Dance), regia di Bruce Beresford (1996)
- Boys, regia di Stacy Cochran (1996)
- Insoliti criminali (Albino Alligator), regia di Kevin Spacey (1996)
- Scream, regia di Wes Craven (1996)
- Touch, regia di Paul Schrader (1997)
- Qualcosa è cambiato (As Good as It Gets), regia di James L. Brooks (1997)
- Newton Boys (The Newton Boys), regia di Richard Linklater (1998)
- Cuore di soldato (A Soldier's Sweetheart), regia di Thomas Michael Donnelly (1998)
- Chill Factor - Pericolo imminente (Chill Factor), regia di Hugh Johnson (1999)
- Cavalcando con il diavolo (Ride with the Devil), regia di Ang Lee (1999)
- Takedown (Track Down), regia di Joe Chappelle (2000)
- Nobody's Baby, regia di David Seltzer (2001)
- Soul Assassin, regia di Laurence Malkin (2001)
- Alaska - Sfida tra i ghiacci (Kevin of the North), regia di Bob Spiers (2001)
- For Sale by Owner, regia di Robert J. Wilson (2009)
- Blindato (Armored), regia di Nimród Antal (2009)
- Point Mugu, regia di Francis Dreis (2013) - cortometraggio
- 50 a 1 (50 to 1), regia di Jim Wilson (2014)
- The Girl on the Roof, regia di Skeet Ulrich (2014)
- Lost in Austin, regia di Will Raée (2017)
- Escape Room - The Game, regia di Peter Dukes (2017)
- The Mystery of Casa Matusita, regia di Catherine C. Pirotta (2017)
- Finch, regia di Miguel Sapochnik (2021)
- Scream, regia di Matt Bettinelli-Olpin e Tyler Gillett (2022)
- Scream VI, regia di Matt Bettinelli-Olpin e Tyler Gillett (2023)
- Five Nights at Freddy's 2, regia di Emma Tammi (2025)

### Televisione
- CBS Schoolbreak Special - serie TV, episodio 11x04 (1994)
- Miracles - serie TV, 13 episodi (2003)
- The Magic of Ordinary Days- film TV, regia di Brent Shields (2005)
- Into the West - serie TV, episodi 1x01-1x02-1x03 (2005)
- Jericho - serie TV, 29 episodi (2006-2008)
- CSI: NY - serie TV, episodi 6x03-6x08-6x09 (2009)
- Back - film TV, regia di Mark Pellington (2009)
- Gimme Shelter - film TV, regia di Christopher Chulack (2010)
- Law & Order: LA - serie TV, 14 episodi (2010-2011)
- Law & Order - Unità vittime speciali (Law & Order: Special Victims Unit) - serie TV, episodio 12x03 (2010)
- Anatomy of Violence - film TV, regia di Mark Pellington (2013)
- Deliverance Creek - film TV, regia di Jon Amiel (2014)
- Babylon Fields - film TV, regia di Michael Cuesta (2014)
- Unforgettable - serie TV, episodio 4x1, 4x6 (2015-2016)
- Stay - film TV, regia di Jon Turteltaub (2016)
- I Am Elizabeth Smart - film TV, regia di Sarah Walker (2017)
- Riverdale - serie TV, 64 episodi (2017-2021)

### Doppiatore
- Robot Chicken - serie TV, 10 episodi (2007-2021) - voce

## Doppiatori italiani
Nelle versioni in italiano delle opere in cui ha recitato, Skeet Ulrich è stato doppiato da:
- Nanni Baldini in Scream (1996), Chill Factor - Pericolo imminente, Alaska - Sfida tra i ghiacci, Scream (2022), Scream VI
- Alessio Cigliano in Law & Order: LA, Law & Order - Unità vittime speciali, 50 a 1
- Roberto Certomà in Boys, Riverdale
- Francesco Bulckaen in Difesa ad oltranza - Last Dance, Unforgettable
- Fabrizio Vidale in Jericho
- Vittorio Guerrieri in Miracles
- Gaetano Varcasia in Blindato
- Riccardo Rossi in Giovani streghe
- Fabrizio Manfredi in Insoliti criminali
- Simone Mori in Qualcosa è cambiato
- Tony Sansone in Cavalcando col diavolo
- Giuseppe Calvetti in Newton Boys
- Gianluca Tusco in CSI: NY
- Fabio Gervasi in Escape Room - The Game